# 生放送はとまらない!
『生放送はとまらない!』（なまほうそうはとまらない）は、2003年10月10日の20時から21時54分にテレビ朝日系列で放送された、単発スペシャルの2時間ドラマ。
テレビ朝日の六本木ヒルズ内の新本社ビルへの移転を記念して制作された。

## 概要
- 可も無く不可も無い「普通の」凡庸な、テレビ局の営業社員が突然、全く畑違いの制作セクションに異動となる。「普通」「凡庸」が通用しない世界で悪戦苦闘し、婚約者との関係にもひびが入る。様々な問題を抱えながら、生放送特番の成功に向けて奮闘する。
- 生放送の音楽番組を舞台に、番組制作スタッフの人間関係と、番組制作過程の裏側を描く。
- 『ミュージックステーション』（劇中では「ミュージックスタジアム」）とドラマのドッキング構成であり、出演アーティストは全て本人役で出演した。出演アーティストが撮影期間において、現実世界の新曲を作中の音楽番組内で熱唱する場面も存在した。

## あらすじ
2003年夏、新本社への引越しを目前に控え、社内中があわただしいテレビ朝日。だが、営業部に勤める平井ミノルにとっては、花店に勤めるとの結婚準備のほうが大事だった。
そんなミノルに突然、制作への異動命令が下る。ミノルの配属先は、看板音楽番組『ミュージックスタジアム』。制作未経験のミノルは、当然、一番下っ端のAD。年下の敏腕ディレクター・猿渡小五郎は、社歴や年齢は関係ないと言い放ち、ミノルに対して居丈高な態度で接する。チーフADのユータから「猿渡が雑誌等でも注目される看板ディレクターであること、深夜の会議などはいつものことで、ADにアフターファイブなどない」ということを教えられるが、ミノルはすぐには気持ちを新しい仕事に向けて切り替えられない。ただ、Gacktとの打ち合わせ通りにミノルが発注できなかった“白い虎”を、Gacktが歌う『Last Song』のセットで実現した小五郎の仕事は、ミノルの目から見ても素晴らしいものだった。
ミノルは、猿渡とともに中島の取材に立ち会う。しかし、“クールな歌姫”というイメージの中島は、取材場所に指定したようなおしゃれなオープンカフェに行くと決まっている、という中島のマネージャーが言うのに対し、ミノルは客に馴れ馴れしい態度で接するカフェの店員の態度はおかしいと店員に喰ってかかった結果マネージャーの機嫌を損ね、取材を台無しにしてしまう。
猿渡はミノルにだけでなく、ベテランの美術デザイナー・源さんや、ユータ達ADにも傲慢とも見える態度で接する。ミノルはユータに、猿渡の言うことは納得できないと訴えるが、ユータは素直に猿渡の才能を認め、言うだけのことはあると言い切る。
制作の仕事には少しずつ慣れていったミノルだったが、仕事で手一杯で、イズミとの結婚準備を進めることができないでいた。そんなミノルに、イズミは不信感を募らせ、メールの写真や手渡した花束の花の花言葉に寄せて、その気持ちを無言で伝える。そうしたことが気になって、ミノルは本番、松浦が『THE LAST NIGHT』を歌っている最中に、大きなミスをしてしまう。
そんな中、中島が、ミノルに取材してほしいと申し込んでくる。先日の取材の際のミノルの言葉から、ミノルが中島と同じマクドナルドでのアルバイトをしていたことを知り、“普通”の感覚をもつミノルに、ありのままの自分を取材してほしいと思う気持ちからだった。
その頃、番組プロデューサーの日向ヒカルも、編成担当の高柳健一郎から、社運のかかった『ミュージックスタジアム』引越し特番は、リスクを避けて録画で行うよう要請され、迷っていた。小五郎に相談すると、小五郎は、特番はもちろん生でやりたいと言う。その言葉を聞いたヒカルは、特番は生でいくことを決意する。
引越し特番の生放送のフロアディレクターとして、ヒカルはミノルを指名する。通常業務をこなしながら、新本社との間を行ったり来たりして、特番の準備を進めてきたミノルの頑張りを認めてのことだった。自分に取材をしてほしいと申し入れてきた中島の「ありがとう」という言葉を思い出し、ミノルはそれを受ける。しかしそこに飛び込んできたのは、中島との打ち合わせが“密会”と報道され、中島の所属事務所の社長が事と次第によっては『Mスタ』に二度と出さないと言っている、と告げに来た、高柳だった。
この一件を知ったイズミからも別れを告げられてしまったミノルは、辞表をヒカルに差し出す。立ち去るミノルとすれ違いで、中島が社長に直談判して誤解を解き、中島の『Mスタ』の引越し特番への出演がOKになったという知らせが届く。それを聞いたユータはすぐにヒカルの後を追い、最後の仕事としてハガキを整理しているミノルに、やめる必要はなくなったと知らせる。しかしミノルは、結婚もローンもなくなった以上、もうできない仕事を続ける必要がなくなった、という。そんなミノルに、ユータは拳を固めかけて下ろし、ミノルをデスクに押しやって、やりかけた仕事を途中で放えい出すのか、見損なった、とだけ告げて去る。ミノルだけが残ったデスクに、視聴者からの電話が入る。家族も友達も毎週『Mスタ』を楽しみにしている、というその電話や、視聴者からのハガキを見ているうちに、テレビの前で番組を楽しみにしている“普通”の人達のために、もう一度“普通”の自分で走ってみようと心を決める。
ミノルは引越し特番に向け、懸命に取り組む。しかしスペシャル番組は新スタジオでの放送。当日、次々とトラブルが勃発する。猿渡がハリウッドから呼び寄せたアートディレクターが用意したスノーマシンの音が大きすぎ、雪が必須のセットで歌う中島の声が拾えないというトラブル。源さんの指揮で、銀紙を使った雪を降らせることで対応するが、それまでの時間を稼ぐトークの途中で、“クールな歌姫”のイメージでトークを展開された中島は言葉を失ってしまう。そこにミノルは、中島にかつて“無理に笑わなくていい”と言ってくれたマクドナルドの店長を連れて来る。それで肩の力が抜けた中島は、本当の自分を語るトークを明るく展開し、源さんが生み出した美しい雪の中で『雪の華』歌い上げる。
さらに、編成担当の高柳が、臨時ニュースを入れるため待機しろと言ってきた。それは浜崎がスタンバイに入ったときだった。集中しているアーティストを待たせることはできないと、ヒカルと小五郎は、臨時ニュースを後回しにして浜崎の新曲である『HANABI～episode II～』を先行させる。
入った臨時ニュースは、三島市の高速道路上で玉突き事故が発生し、東京に向かう道が大渋滞しているというものだった。その映像に、三島で足止めをくっているGacktが映り、小五郎達は頭を抱える。そこにGacktから、あと10分でそちらに行くという連絡が入る。ヘリで向かっているのだった。
屋上にはB'zのセットが組んである。六本木ヒルズの屋上でのB'zの演奏は目玉だと、猿渡は迷う。ヒカルは猿渡に、取れるのは2つに1つ、猿渡が決めなければ皆が動けないと決断を迫る。小五郎は、Gacktにも歌ってもらうことを選び、屋上のセットをばらしてスタジオで組み立てるようミノルに指示をする。番組をぶちこわす気か、という高柳に、ヒカルは、テレビは昔は全部生だった、生でモノを作れなくなったらおしまいだと断言する。テレビは昔は全部生だった、という言葉に、それまで生放送の失敗を危惧してその場にいた社長達も、昔をなつかしむように同意する。手の空いたスタッフ総出で、編成の高柳や、社長達も手を貸して、セットの移動が行われた。そうして空けられた屋上にヘリは着陸し、降り立ったGacktはスタジオへと向かう。
猿渡はGacktの歌の演出をユータに任せる、と言う。戸惑うユータに「何年俺の下についてんだよ。俺以外にできる奴は、お前しかいねえだろ」と、ユータへの信頼を言葉にして、猿渡はスタジオを出る。猿渡が向かったのは、Gacktのためにロケーションの変更を強いられる、B'zのマネージャーのところだった。マネージャーに土下座をして、歌ってもらえるだろうかと伺いを立てる猿渡に、マネージャーは「まあ『Mスタ』のスタッフなら、なんとかなるでしょう」と、許しの言葉を与える。かつてトラブルでセットがだめになったとき、『Mスタ』のスタッフは、ライティングだけで最高のセットを組んでくれた、それが生放送の面白いところだ、とB'zの二人も言っていた、と。
さまざまな困難やトラブルを乗り越え、達成感を表情ににじませてスタッフ達が見守る中、B'zは『アラクレ』を熱唱する。
スタッフロールには“フロアーディレクター　平井ミノル（新人）”の文字が流れる。イズミはそれを、勤めている花店のテレビで、じっとみつめていた。
番組が終わって、猿渡はミノルに語る。テレビというものは一人の天才が作るものだと思っていたが、テレビは皆で作るものだと、ミノルに教わったと。ミノルも猿渡に、番組のために自分の生活を犠牲にする気持ちがわからなかったが、それだけ打ち込めるものがあるということは、とても幸せなことだとわかったと告げる。そんなミノルに猿渡は「打ち上げに来なくていいぞ」と言い残して去る。ミノルの後ろには、イズミが、コスモスの花束を抱えて待っていた。その花言葉は“あなたともう一度歩きたい”。

## 登場人物
- 平井ミノル（田中直樹） 
主人公。テレビ朝日で10年間、営業部に属していたごく平凡な人物。婚約者との結婚準備に追われる最中、急遽番組制作セクションへの異動となる。松たか子の大ファンで、ファンクラブに入るほど憧れている。かなりのおっちょこちょいだが、芯は強い。番組制作の過酷な環境のためにイズミとなかなか会えなくなり、イズミとの間にすれ違いが生じてしまう。
- 猿渡小五郎（伊藤英明）
『ミュージックスタジアム』チーフディレクター。凄腕の演出センスを持ち、強引な態度でスタッフを統率する。“普通ではダメだ”という信条を持つ一方で、自分の言っていることが伝わらないことに苛立ち、自分は間違っているのだろうかという疑問も抱いている。ミノルとは衝突ばかりだったが、のちに和解する。
- 花野イズミ（国仲涼子） 
ミノルの婚約者。花屋に勤務している。合コンでミノルと知り合い、ミノルの誠実な人柄にひかれて結婚を承諾した。制作に異動になって結婚準備を全く進められなくなってしまったミノルに不信感を抱き、自分の思いを花言葉に託してミノルに渡す。
- 仲本源太（斎藤洋介） 
「ミュージックスタジアム」の美術スタッフ。あだ名は「源さん」。経験豊富なベテラン。普段は猿渡からセンスが古いと罵倒されているが、ハプニングが生じた際ベテランならではの経験を活かし、フォロー手段を講じる。花言葉に詳しく、イズミが花言葉にこめたメッセージをひとつひとつミノルに解説するという一面ももつ。
- ハギーリツコ（秋山菜津子） 
「ミュージックスタジアム」のタイムキーパー。トラブルに際しても冷静に残り時間等を把握して伝え、猿渡を堅実にサポートする。
- 営業部長（佐戸井けん太） 
テレビ朝日営業部長。営業部時代のミノルの上司。“頑張っていない奴には明日はない、たとえ今はそこそこだとしても”という考えを持ち、ミノルに異動命令を言い渡す。
- B'zのマネージャー（永澤俊矢）
引越し特番の際、Gacktを番組に間に合わせるため、B'zの演奏のロケーションを急遽変更させてくれるよう土下座して頼む猿渡に、「『Mスタ』のスタッフならきっとやってくれるだろう」と信頼の言葉を口にし、変更してのB'zの演奏を認める。
- 中島美嘉のマネージャー（相島一之）
オープンカフェでの取材中、客に対して失礼な接客態度を取る店長に対して抗議するミノルに、機嫌を悪くする。中島のイメージを“クールな歌姫”と決めつけ、勝手にトークの内容を決めてしまうなど、本当の自分を語りたいという中島の気持ちを無視した行動によって、中島と衝突する。
- 高野ユータ（天野浩成） 
「ミュージックスタジアム」のチーフAD。猿渡の片腕。一番下のADとして入ってきたミノルは、彼の仕事のアシストとしてつけられ、一緒に仕事をする機会が多かった。何も知らないミノルに、猿渡が看板ディレクターとしてマスコミに大々的に取り上げられていることや、制作スタッフの仕事のハードさを教える。猿渡とは異なり、年上のミノルには節度ある態度で接する。ミノルが辞めようとしたときに、やりかけた仕事を途中で放り出すのかと、引き止めたのも彼である。いつも猿渡に厳しい言葉を投げられているが、猿渡にはそれだけの実力があると素直に認めて尊敬し、快活な態度で受け答えを続ける。猿渡も、自分の下で長年やっている彼以外に、自分がいないときの代わりを任せられる者はいないと認めている。
- 久保田ミスズ（花清真由子） 
「ミュージックスタジアム」の2nd AD。すぐ泣くわりには、のんびりした口調で、実はマイペースである節がたびたび見受けられる。
- 中川信行（岩原弘幸） 
「ミュージックスタジアム」の3rd AD。あだ名は「ノブ」。よく寝てばかりいる。
- 野島量子（水野はるか） 
「ミュージックスタジアム」番組デスク。あだ名は「リョーコ」。すらりとした脚を惜しげもなく見せる大胆なスタイルで、猿渡や高柳にも恐れげもない様子で接する。
- Mスタ司会（藤井隆） 
オカマキャラが売りの司会者。
- Mスタ司会アシスタント（前田有紀）
- タクシー運転手（遠藤章造）
ミノルが乗ったタクシーの運転手。1000円にならないタクシー代を払うのに1万円札を使ったミノルに、つり銭はないと主張する。
- 高柳健一郎（東幹久） 
「ミュージックスタジアム」編成担当。特番の生放送に懸念を抱き、社運のかかった新本社完成記念のスペシャルは、安全策をとって録画にするよう、ヒカルに要請する。
- 日向ヒカル（江角マキコ・特別出演） 
「ミュージックスタジアム」プロデューサー。豪腕。新本社完成記念のスペシャルを録画にするようにとの編成サイドからの要請を断り、生番組での放映を敢行する。ミノルの頑張りを見て引越し特番のフロアディレクターを任せたり、猿渡に対して「あなたが決めたことは、私が責任を取るわ」と猿渡のやり方を後押ししたりと、スタッフを信頼して任せ、その責任を取ろうとする覚悟と度量を持つ。猿渡に対しては、誰もが自分と同じようにできると思ってはいけないと諭し、“普通も大事”と説く。
- 野原しんのすけ（声 - 矢島晶子）

出演アーティスト
新曲歌唱だけではなく、ドラマの展開に微妙に絡んでいる。
- 上戸彩
猿渡が撮影する新本社PRに出演。このPR撮影を担当することにより、猿渡は名実ともにテレビ朝日の看板ディレクターとみなされる。『クレヨンしんちゃん』の野原しんのすけと一緒に『ミュージックスタジアム』番宣ビデオに出演。その際、「この秋誕生！　新テレアサは『ミュージックスタジアム』。ウェット、ウェット、上戸彩！」（しんのすけは「オラのおマタもウェット、ウェット！」と言っていた）と、意味不明なダジャレを言わされる。
- Gackt「Last Song」
ミノルが最初に打ち合わせをするアーティスト。猿渡に、「白い虎のイメージ」のセットが欲しいと提案する。怪しげな店でボディーガードを従えていることから、ミノルに引かれていた。引越し特番では、事故による高速道路の通行止めのため生放送の番組に間に合わない危機を迎えるが、新社屋屋上にヘリコプターで到着し、番組に間に合わせる。
- 中島美嘉「雪の華」
「クールな歌姫」のイメージで見られることに不満を持っている。「普通」であることを理解したミノルには心を開き、ミノルに自分を取材してほしいと申し入れる。その打ち合わせが“密会”と報道されてしまうが、自ら社長に直談判して誤解を解き、引越し特番への出演を果たす。
- 浜崎あゆみ「HANABI 〜episode II〜」
引越し特番の生スペシャルのリハーサル中、エレベーターの故障で、ミノルと2人、エレベーター内に閉じ込められてしまう。「ピンチはチャンス」の言葉をミノルに与える。
- B'z「アラクレ」
数々のトラブルを乗り越えた引越し特番の生放送のラストに、達成感を表情ににじませたスタッフ達に見守られながら演奏する。
- 松たか子
ミノルの憧れの人。ミノルが取材のため猿渡と同行した時、彼女の前で舞い上がったため、自分の先回りをして猿渡の質問に答えられてしまう。その後ミノルは猿渡に「なんでお前が答えるんだよ！」と、激しく突っ込みを入れられる。
- 松浦亜弥「THE LAST NIGHT」
『Mスタ』で司会と、コミカルなトークを展開する。その後の演奏の雨降らしのシーンで、セットチェンジに入ったミノルは画面に映りこみ、滑って転び続ける等の大きなミスをしてしまう。
- ミニモニ。
引越し特番の前に、特番のセットについて猿渡に尋ねる。ハリウッド仕込みのアートディレクターを呼んで豪華なセットになったと自慢する猿渡に、お金をかければいいというものではなく、愛が大事だと語る。勘違いが玉に瑕であり、「大人っぽいイメージ」を付けひげを付けると解釈した。

## スタッフ
- チーフプロデューサー：山本たかお（テレビ朝日）
- 企画・総合演出：西村裕明（テレビ朝日）
- 脚本：百武シンヂ、塚本のりこ
- ドラマ演出：石川剛（アズバーズ）
- プロデュース：佐々木基（テレビ朝日）、指田貴行・菊池誠（アズバーズ）
- 音楽：金子隆博
- 音響効果：石井和之
- 協力：ジャパンヴィステック、テレビ朝日クリエイト、NTTメディアラボ
- 制作協力：アズバーズ
- 制作著作：テレビ朝日

| スタブアイコン | サブスタブ | この項目は、まだ閲覧者の調べものの参照としては役立たない、テレビ番組に関連した書きかけの項目です。この項目を加筆・訂正などしてくださる協力者を求めています（P:テレビ/PJ:放送または配信の番組）。 |